# Weirathmüller
Weirathmüller (Weirathmueller) ist ein deutschsprachiger Familienname, der vor allem im Innviertel verbreitet ist. Personen mit demselben Namen leben auch im restlichen Österreich und der kanadischen Provinz New Brunswick.

## Herkunft
Der Name lässt sich mit der Schreibweise Weyrethmüller bis ins Jahr 1664 verfolgen. In diesem Jahr übernahm Georg Weyrethmüller den Sigl Hof in Tiefenbach, in der Gemeinde Taiskirchen im Innkreis. Dies ist, im 1979 erschienen Heimatbuch der Gemeinde, nachzulesen.